# Karl Swoboda (Politiker, 1874)
Karl Swoboda (* 12. September 1874 in Pottendorf, Niederösterreich; † 11. Juli 1953 in Landegg, Niederösterreich) war ein österreichischer Politiker der Sozialdemokratischen Arbeiterpartei (SdP).

## Ausbildung und Beruf
Nach dem Besuch der Volksschule ging er an ein Gymnasium und promovierte später im Studium der Medizin. Er wurde Arzt und Medizinalrat.

## Politische Mandate
- 20. Februar 1933 bis 17. Februar 1934: Abgeordneter zum Nationalrat (IV. Gesetzgebungsperiode), SdP

## Sonstiges
In Pottendorf wurde die Dr.-Karl-Swoboda-Straße ⊙ nach ihm benannt.